# 海月希美
海月 希美（うみづき のぞみ、1月29日 - ）は、日本のシンガーソングライター。作詞・作曲を自身で手がけ、ジャンルにとらわれない多彩な音楽性と独自の世界観を持つアーティスト。バンド活動を経てソロへ転向し、アルバムやシングルを多数発表している。

## 略歴

### 初期の活動（2011年〜2012年）
2011年春、友人とバンドを結成し、7月にオリジナル曲による初ライブを開催。初ライブにて1stシングル『Labyrinth』を販売し即日完売。以降、2ndシングル『Red Rain』、3rdシングル『SLEEPER』も同年中に発表し、いずれも即日完売を記録。作詞・作曲はすべて海月が担当し、アレンジは他メンバーが行った。バンドは同年内に解散。
解散後はソロでの活動に専念し、2012年に「Labyrinth」「Red Rain」「SLEEPER」を含む11曲入りの1stアルバム『LIGHTLESS』を制作・販売し、年内に完売した。

### ソロ活動の拡大（2013年〜2014年）
2013年には4thシングル『MARIA』をシングルカットとしてリリース。熊本、福岡、大分、名古屋などでライブ活動を展開し、同年に5thシングル『Lovers Day』、6thシングル『ILLUMINATION』、7thシングル『夢違 -Yume Chigai-』をリリース。
2014年には和風コンセプトのアルバム『罪籠』の制作と並行しながら、8thシングル『噓吐 -Uso Tsuki-』、9thシングル『蛍月 -Hotaru Zuki-』を販売。同年中に10thシングル『涙色 - Namida Iro -』、11thシングル『Gravity』を無料配布した。

### 音楽性の深化と上京（2015年）
2015年、音楽をより深く学ぶため、幼い頃からの憧れでもあった東京に上京。ライブ活動を控えながらもデモ楽曲を多く制作。「擬愛」「memo.」など後のシングルとなる楽曲や、『罪籠』に続く次のアルバム構想に着手。同年、『罪籠』から完成曲を収録した2ndアルバム『満月鬼 -MIZUKI-』を発表。

### 再びバンド活動（2016年）
2016年、友人の紹介で当時ボーカルを探していた∞Entertainment Ashのメンバーと仮バンドを結成し、バンド「透明」として活動。バンドとしてのライブ活動と並行して、海月個人として12thシングル『夢』、13thシングル『蛍月 -Hotaru Zuki-REMIX』をリリース。この時期からボイストレーニングにも通い始めた。バンドは知名度と集客を伸ばすが、方向性の違いから1年で解散。

### ソロ活動の再始動と近年の動向（2022年〜）
解散後はYouTubeにVOCALOIDカバーや歌ってみた動画を投稿しながら作曲活動を継続。
2022年、これまでのコンセプトアルバムに合わなかった曲や新曲を集めた3rdアルバム『幻想即興曲 -Fantaisie Impromptu-』の制作を開始。翌2023年に販売。
2024年、自身の誕生日である1月29日に、配信限定14thシングル『擬愛/memo.』をリリース。
2025年には最新シングル『Shape Of Water』を制作中。

## 音楽性
幼少期からジャンルにとらわれず、心と耳で「良い」と感じた音楽を数多く聴いてきた。最初に音楽に興味を持ったのはNHK教育番組『天才てれびくん』、明確に好きになったのはCHEMISTRY。歌唱力やハモリの影響を強く受け、音楽的な才能の開花につながったという。その後、ジャパニーズレゲエやヴィジュアル系、J-POP、ヒップホップなど幅広く聴くようになった。
現在の多彩な作曲スタイルは、こうした幅広い音楽体験に起因していると語っている。

### 作曲・プロデュース

#### スタイル
作曲に関して「一度も苦労したことがない」と語る。起きている間、常に脳内で音楽や映像が流れており、それを出力・編集しているだけだという。問題点は、自身のオリジナルなのか他者の記憶なのか判断がつかないケースがあり、盗作を避けるため作曲を中止することがあること。また、DTMや鍵盤演奏に苦手意識があり、脳内の完成形を再現するのに苦労することもある。
他者風の楽曲制作も可能だが、基本的には行わず、必要な場合はその旨を記載する方針。
影響を受けたアーティストには、CHEMISTRY、天才てれびくん、MEGARYU、GACKT、氷室京介、LUNA SEA、Laputa、宇多田ヒカル などを挙げている。
シンプルで繰り返しのある歌メロを好みつつも、常に新しい展開を意識して制作している。

#### 影響を受けた作家
尊敬する作曲家・音楽プロデューサーとして、 小林武史、マシコタツロウ、本間昭光、武部聡志の名を挙げている。
それぞれの音楽性やアレンジのセンスに影響を受けており、 自身の作品制作にもその感覚が反映されている部分がある。

### 作詞
得意でも苦手でもないと語っており、無意識に過去と似た内容になってしまうことがあるため、テーマや表現が重ならないよう意識している。作品ごとに視点や言葉選びを変えるよう心がけている。
作詞の過程では、まれに一曲まるごと頭の中で再生されることもあるが、多くはふと浮かんだフレーズをもとに、空白部分を違和感なく埋めていくスタイル。そのつながりを自然に仕上げるのが難しいという。
好きな歌詞のフレーズには、中島美嘉「一色」の〈あとひとさじ入れ忘れた愛が何故こんなにも狂わす〉、シド「林檎飴」の〈少し寒くなってきたから林檎飴が欲しくなっただけ〉、氷室京介「REVOLVER」の〈離れるほど近くに感じるのが絆〉などがある。ぱっと聞いただけでは意味が掴みにくいが、耳に残って深く考察したくなるような言葉を好む。
影響を受けた作詞家は、森雪之丞、松井五郎。

## 人物
- 映画『ファインディング・ニモ』を映画館で鑑賞した際、感受性が強すぎて開始3分で気分が悪くなり、10分後に倒れて退館。本人曰く「溺れた」感覚だったという。
- 記憶力は特別良くないとしながらも、気に入ったものや気になったことは鮮明に覚えており、小学1年生の頃の教室の木目を記憶している。
- 映画はある程度大人になってから問題なく鑑賞できるようになったが、怪我の描写には今でも痛みを感じる事があるという。

## ディスコグラフィ

### シングル
| No.  | 発表年 | タイトル                | 収録アルバム                     |
| ---- | ------ | ----------------------- | -------------------------------- |
| 1st  | 2011年 | Labyrinth               | LIGHTLESS                        |
| 2nd  | 2011年 | Red Rain                | LIGHTLESS                        |
| 3rd  | 2011年 | SLEEPER                 | LIGHTLESS                        |
| 4th  | 2013年 | Maria                   | LIGHTLESS                        |
| 5th  | 2013年 | Lovers Day              | 幻想即興曲 -Fantaisie Impromptu- |
| 6th  | 2013年 | ILLUMINATION            | SINGLE CLIP（配信限定）          |
| 7th  | 2013年 | 夢違 -Yume Chigai-      | 罪籠 -Tsumi Kago-                |
| 8th  | 2014年 | 噓吐 -Uso Tsuki-        | 罪籠 -Tsumi Kago-                |
| 9th  | 2014年 | 蛍月 -Hotaru Zuki-      | 罪籠 -Tsumi Kago-                |
| 10th | 2014年 | 涙色 -Namida Iro-       | 罪籠 -Tsumi Kago-                |
| 11th | 2014年 | Gravity                 |                                  |
| 12th | 2016年 | 夢                      | 罪籠 -Tsumi Kago-                |
| 13th | 2016年 | 蛍月 -Hotaru Zuki-REMIX | SINGLE CLIP（配信限定）          |
| 14th | 2024年 | 擬愛 / memo.            | SINGLE CLIP（配信限定）          |

### アルバム
| No. | 発売日 | タイトル                         | 備考                                                                                |
| --- | ------ | -------------------------------- | ----------------------------------------------------------------------------------- |
| 1st | 2012年 | LIGHTLESS                        | 初のソロアルバム。全11曲。「Labyrinth」「Red Rain」「SLEEPER」「MARIA」などを収録。 |
| 2nd | 2015年 | 満月鬼 -MIZUKI-                  | 和風コンセプトアルバム。全6曲。「夢違」「夢」「涙色。「彩風」「借歌」などを収録。   |
| 3rd | 2023年 | 幻想即興曲 -Fantaisie Impromptu- | 全6曲。「Lovers Day」や未収録曲、新曲などを収録。                                   |

| No. | 発売日 | タイトル                          | 備考            |
| --- | ------ | --------------------------------- | --------------- |
| 1st | 2024年 | LIGHTLESS (Remastar 2024)         | 11曲→9曲に変更  |
| 2nd | 2024年 | 罪籠 -Tsumi Kago- (Remastar 2024) | 全15曲 配信限定 |
| 3rd | 2024年 | SINGLE CLIP                       | 配信限定        |